# TINY MEMORY
『TINY MEMORY』（タイニー・メモリー）は、1983年11月23日にリリースされた柏原芳恵の8枚目のオリジナル・アルバムである。
キャッチコピーは『松山千春の作品との出会いで、広がる芳恵の新世界』。

## 制作
全曲を通して、作詞・作曲はシンガーソングライターである松山千春の楽曲で構成されている。

## リリース
2010年4月14日、デジタル・ダウンロード限定でリリースされ、2018年8月29日に『TINY MEMORY+5』としてボーナス・トラックが5曲追加され、初CD化（仕様はSHM-CD）された。

## 収録曲
- 全作詞・作曲：松山千春（特記以外）

### LP

#### SIDE A
1. 南風にのせて
  - 編曲：石川鷹彦
    - 原曲は、松山のアルバム『こんな夜は』に収録されている。
    - 柏原は、書籍『恋人模様』で、このアルバムからのベスト・ソングの1位にこの曲を挙げた[2]。
2. かざぐるま
  - 編曲：青木望
    - 原曲は、松山のアルバム『君のために作った歌』に収録されている。
3. 貴方のことで
  - 編曲：石川鷹彦
    - 原曲は、松山のアルバム『歩き続ける時』に収録されている。
4. あたい
  - 編曲：石川鷹彦
    - 原曲は、松山のアルバム『空を飛ぶ鳥のように 野を駈ける風のように』に収録されている。
5. 白い花
  - 編曲：青木望
    - 原曲は、松山のシングル「時のいたずら」のB面に収録されている。

#### SIDE B
1. 初恋
  - 編曲：石川鷹彦
    - 先行シングル「タイニー・メモリー」のB面。原曲は、松山のシングル「旅立ち」のB面に収録されている。
2. 私を見つめて
  - 編曲：青木望
    - 原曲は、松山のアルバム『こんな夜は』に収録されている。
3. 愛は気まぐれ
  - 編曲：石川鷹彦
    - 原曲は、松山のアルバム『大いなる愛よ夢よ』に収録されている。
4. タイニー・メモリー
  - 編曲：瀬尾一三
    - 先行シングルA面曲。
    - 表記は無いがアルバム・ヴァージョンで収録されている。
5. 限りある命
  - 編曲：青木望
    - 原曲は、松山のアルバム『時代をこえて』に収録されている。

### TINY MEMORY+5（SHM-CD）
1. 南風にのせて
2. かざぐるま
3. 貴方のことで
4. あたい
5. 白い花
6. 初恋
7. 私を見つめて
8. 愛は気まぐれ
9. タイニー・メモリー
10. 限りある命
11. タイニー・メモリー (シングル・ヴァージョン) <ボーナス・トラック>
  - 編曲：石川鷹彦
    - 15枚目のシングル。
12. カム・フラージュ <ボーナス・トラック>
  - 作詞・作曲：中島みゆき / 編曲：萩田光雄
    - 16枚目のシングル。
13. 雪 <ボーナス・トラック>
  - 作詞・作曲：中島みゆき / 編曲：萩田光雄
    - 16枚目のシングルのB面。
14. キミだけの未発表ライブ“オー・シャンゼリゼ” <ボーナス・トラック>
  - 作詞・作曲：Mike Wilshaw, Mike Deighan / 訳詞：安井かずみ
    - ベスト・アルバム『ギャラリー』のカセット限定で収録されている楽曲。
15. 芳恵のハラハラドキドキインタビュー <ボーナス・トラック>
  - ベスト・アルバム『ギャラリー』のカセット限定で収録されている楽曲。